# グレートプレーンズ

グレートプレーンズの範囲（緑色の部分）

グレートプレーンズ（北アメリカ大平原、Great Plains）は、北アメリカ大陸の中西部、ロッキー山脈の東側と中央平原の間を南北に広がる台地状の大平原。ロッキー山脈から流れ出る河川によって形成された多くの堆積平野の総称である。

## 気候
約1万年前の氷河侵食によって削られた五大湖沿岸の土壌が高気圧によって運ばれ、グレートプレーンズから中央平原にかけて堆積し、プレーリー土（肥沃な土）となった。よって、グレートプレーンズの東部は穀倉地帯となっている。西部は乾燥しており、企業的牧畜地帯となっている。平均年間降水量が約890mmから250mm程度と、乾燥した地域で、時折旱魃に見舞われる時があり、農家や牧場主の人達を悩ます時がある。

## 自然
グレートプレーンズから中央平原の西部は、プレーリーという草原地帯になっている。草原にアメリカバイソンやプレーリードッグなどの野生動物が生息している。西部の短草プレーリーの主な植物種はブルーグラマであり、ほかにスズメヒゲシバ、バッファローグラスも見られる。東部の長草プレーリーの主な植物種はビッグブルーステム、リトルブルーステム、インディアングラス、スイッチグラスである。
地下にはオガララ帯水層がある。

## 産業
豊かな草原が続き、西部では肉牛の放牧が盛んであり、北部では、トウモロコシ、大豆、小麦、綿花、テンサイ（ビート）などの主生産地である穀倉地帯となっている。
地下水は天然ガスを含んでおり、そのガス中から得られるヘリウムは世界生産の大半を占める。

## 住民

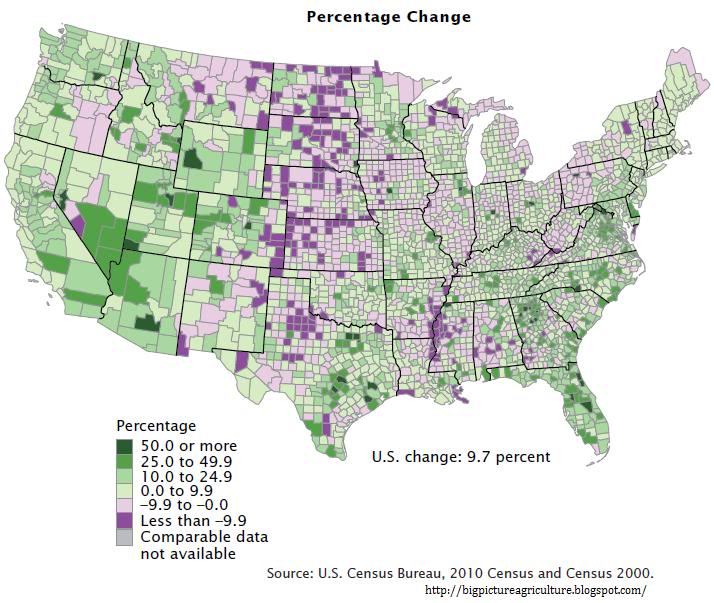
米国内での人口移動（2000-2010年）。グレートプレーンズ農村部から、都市部に大規模な人口移動が起こった。

グレートプレーンズに住む住民（開拓住民）の事をプレーンズマン（plainsman）と呼ぶ。
アメリカ合衆国のグレートプレーンズ地帯は、世界で最も人口密度が低い農業地帯となっている。1930年代に起きた大恐慌以来、失業率が高い。人口も減少方向にあり、廃墟となった建物及びゴーストタウンと化した町や、放棄された農家の小屋の跡地がいくつか見られる。一方、グレートプレーンズには平原部族のネイティブ・アメリカンであるラコタ族やシャイアン族、クロウ族などが現在でも居住。それらのアメリカ先住民の人口は彼らが住む居住区がある郡では増えている。
また、グレートプレーンズに住む人々は、西部開拓時代の文化に愛着があり、ロデオやスタンピードと呼ばれる伝統的なダンスや競技などを行う祭り、それにカウボーイやアメリカ先住民などの文化を守って暮らしている。先住民族は保存区域に居住している。

## 範囲
アメリカ合衆国のテキサス州、オクラホマ州、ニューメキシコ州、コロラド州、カンザス州、ネブラスカ州、ワイオミング州、モンタナ州、サウスダコタ州、ノースダコタ州の全域およびミネソタ州とアイオワ州の大部分と、カナダのサスカチュワン州、アルバータ州の全域およびマニトバ州の大部分。
グレートプレーンズの総面積は約1,300,000km2で、アメリカ合衆国本土の6分の1を占める。境目は西部はロッキー山脈の東麓に沿った線までだが、東部となると議論が分かれる。
西部のコロラド州中北部の6,210haの短草草原は1976年にユネスコの生物圏保護区の中央平原生物圏保護区に、東部のカンザス州北東部のマンハッタン付近のフリント・ヒルズにある3,487 haの長草草原は1978年にコンザ・プレーリー生物圏保護区にそれぞれ指定されたが、2017年に同国の多くの生物圏保護区と共に登録解除となった。